# IC 2784
IC 2784 је спирална галаксија у сазвјежђу Лав која се налази на листи објеката дубоког неба у Индекс каталогу.
Деклинација објекта је + 13° 7' 6" а ректасцензија 11h 23m 11,5s. Привидна величина (магнитуда) објекта IC 2784 износи 15,9 а фотографска магнитуда 16,7. IC 2784 је још познат и под ознакама NPM1G +13.0270, PGC 3090855.